# Rafael Pombo
Pour les articles homonymes, voir Pombo et Rebolledo.
Œuvres principales
- El renacuajo paseador
- La pobre viejecita
- La hora de las tinieblas
- En el Niágara

Rafael Pombo, né à Bogota le 7 novembre 1833 et mort le 5 mai 1912 dans sa ville d'origine, est un poète et fabuliste colombien.

## Biographie
Fils de Lino de Pombo O'Donnell et de Ana María Rebolledo, deux membres de familles aristocratiques de Popayán,  Après avoir fait des études en mathématiques et génie civil dans une école militaire, il abandonne les sciences pour se consacrer à la poésie. Il va aux États-Unis en qualité de secrétaire de la légation colombienne à Washington. Il est ensuite engagé par la D. Appleton & Company pour traduire en espagnol des comptines traditionnelles anglo-saxonnes. Le résultat de ce travail est, plus qu'une traduction, une adaptation assez libre éditée en deux volumes sous les titres Cuentos pintados para niños et Cuentos morales para niños formales. Après avoir passé 17 ans aux États-Unis, il retourne en Colombie où il travaille en tant que traducteur et journaliste, créant plusieurs journaux. Le 20 août 1905, il est couronné Poeta Nacional de Colombia. Sa santé décline ensuite progressivement et il meurt à Bogotá le 5 mai 1912.

## Recueils et travaux
Malgré son œuvre littéraire assez importante, Rafael Pombo est essentiellement connu pour sa contribution à la littérature enfantine. Ses fables les plus populaires sont Michín, Juan Chunguero, Pastorcita, La Pobre Viejecita, Simón el Bobito, El Gato Bandido et El Renacuajo paseador. Son recueil d'œuvres poétiques complètes, Poesías Completas, où figure notamment son poème En el Niágara, a été publié en 1957. 

## Commémorations

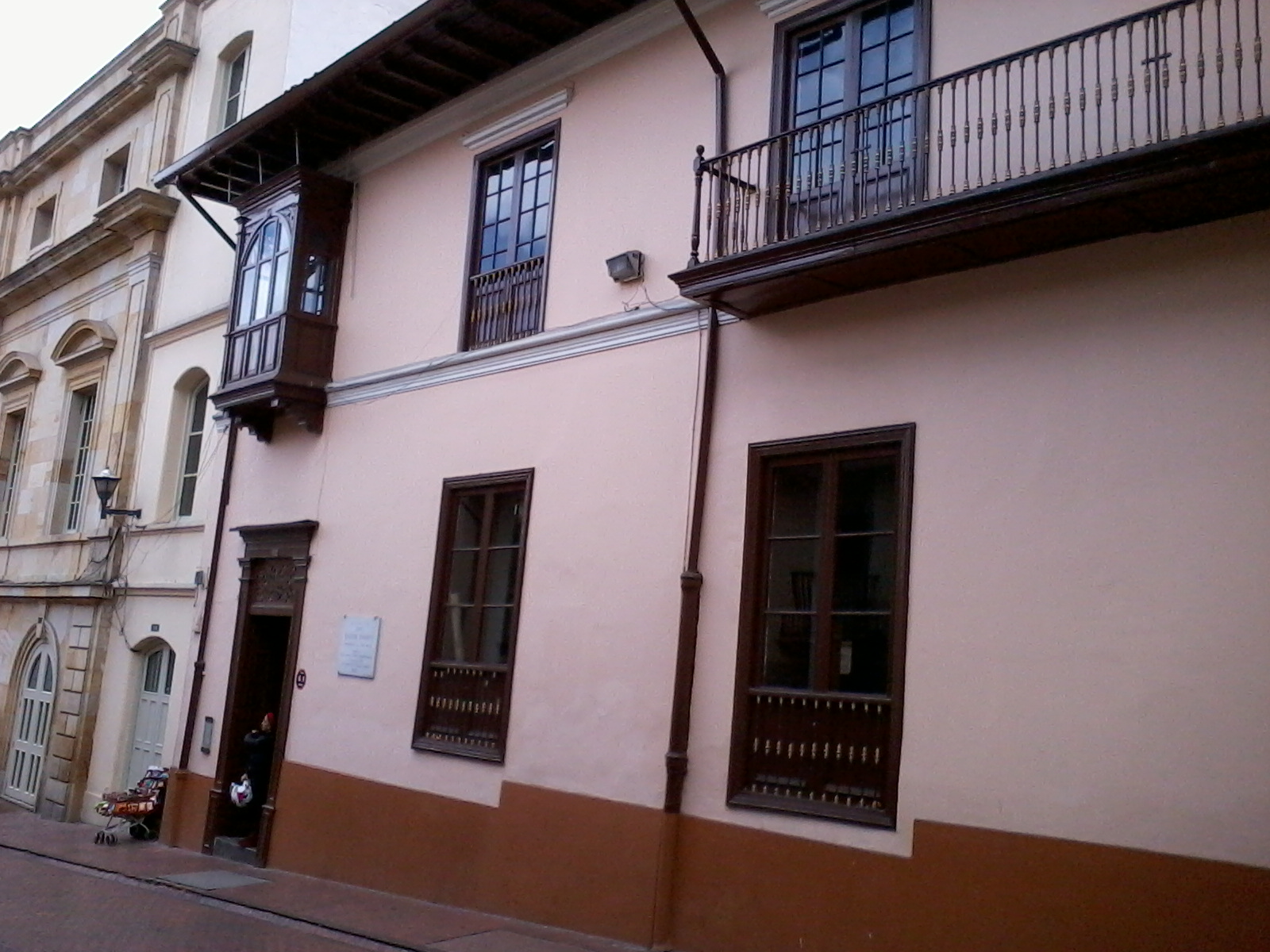
Maison natale de Rafael Pombo.

- En 1984, la maison natale de Rafael Pombo est déclarée « monument national colombien » d'après le décret  1535 20-VI-1984[2]. Sa maison natale, au coin de la Calle 10 et de la Carrera 4 de Bogotá, en face du siège de l'Académie Diplomatique de San Carlos, est désormais la Fondation Rafael Pombo, qui encourage la lecture et la poésie pour les jeunes Colombiens.
- En 2008, l'album de musique pour enfants Pombo Musical est produit par l'artiste interprète colombien Carlos Vives, en forme d'hommage musical à Rafael Pombo. Il sort le 13 août 2008 sous le label de Vives, Gaira Música Local. L'album se concrétise lorsque la présidente  de la fondation Rafael Pombo, Juanita Santos, demande à Vives de travailler sur un projet musical ayant pour thème les poèmes et les fables les plus emblématiques de Pombo.